# Hvide Drin
Hvite Drin (albansk: Drini i Bardhë; serbisk: Beli Drim, kyrillisk: Бели Дрим) er en flod som løber fra Kosovo og dennem de nordlige dele af Albanien, før den etter 175 km løber sammen med Sorte Drin og danner floden Drin som løber ud i Adriaterhavet.

## Flodens løb

### Kosovo
Lige ved udgangspunktet falder floden i et 25 meter højt vandfald, nær landsbyen Radovac. Hvide Drin renner først østover, nær kurbadet Pećka banja og landsbyene Banjica, Trbuhovac og Zlokućane hvor den møder floden Istočka fra venstre og så drejer mod syd. Resten af flodens løb går gennem det frodige og tæt befolkede centrale område i Metohija (Podrima-regionen), men der er mærkelig nok ingen større bosætninger nær selve floden. De største byer er flere kilometer længere nede (Peć, Đakovica, Prizren) mens nogle mindre byer (Klina) og større landsbyer (Velika Kruša, Đonaj) ligger lidt nærmere.
Hvide Drin har relativt lange bifloder: Pećka Bistrica, Dečanska Bistrica, Prue potok og Erenik fra højre; Istočka, Klina, Miruša, Rimnik, Topluga og Prizrenska Bistrica fra venstre.
Kosovar-delen af Hvide Drins afvandingsområde er 4.360 km². Flere af bifloderne bruges til vandkraft for de større byer i nærheden, som vanding og strømproduktion (særlig bifloderne fra højre). Ved Vrbnica-Shalqin krydser floden grænsen til det østlige Albanien og præfekturet Kukës.

### Albanien
Den albanske del af floden er kun 19 km lang med et afvandingsområde på 604 km². Det er ingen bebyggelser nær floden, og den har Lumë som biflod fra venstre (som også har sit begynder i Metohija med sammenløb af flere floder i Gora-regionen). Til slut når Hvide Drin byen Kukës hvor den løber sammen med Sorte Drin og danner floden Drin, som løber ud i Adriaterhavet. Floden er ikke sejlbar.
Hele den albanske del (og lidt af den kosovoske) er oversvømmet af den kunstige sø ved navn Fierza.